# Thomas Stabenow
Thomas Stabenow (Kirchberg an der Jagst, 11 september 1952) is een Duitse jazzcontrabassist van de modernjazz.

## Biografie
Stabenow speelde eerst piano en begon daarna als klarinettist in dixielandbands. Op 21-jarige leeftijd wisselde hij naar de contrabas en studeerde hij muziekonderwijs aan de muziekuniversiteit in Stuttgart. Hij speelde aanvankelijk met het Ulm Jazz Quintet, de crew van Frédéric Rabold en formaties rond Lauren Newton, Johannes Faber en Bernd Rabe. Hij was betrokken bij Bernd Konrads uitzonderlijke album Traumtänzer (1980) met Hans Koller, maar nam ook op met Joe Haider, Klaus Weiss en Joe Kienemann. In de jaren 1980 richtte hij zijn eigen band op, waarin Kenny Wheeler, Roman Schwaller, Christof Lauer, Andy Scherrer, Lee Konitz, Mel Lewis en Makaya Ntshoko speelden. Hij werkte ook voor Erwin Lehn en in de studio en vanaf 1986 voor Peter Herbolzheimers Rhythm Combination & Brass. Er waren concerten en opnamen met Stan Getz, Eartha Kitt, Chaka Khan, Al Jarreau, Charlie Mariano, David Friedman en Dianne Reeves. In 1988 was hij een van de oprichters van het Munich Jazz Orchestra. Hij nam ook op met Frank Foster, Bill Ramsey, Ludwig Nuss, Florian Poser, Larry Porter, Jürgen Seefelder, Jörg Widmoser, Johannes Enders en met Bernd Konrads project Südpool. Met de pianist Volker Engelberth treedt hij op in duo-formatie.
Stabenow was sinds 1984 docent aan de Stuttgarter Musikhochschule, voordat hij van 1996 tot 2018 doceerde aan de Hochschule für Musik und Darstellende Kunst Mannheim. In 1988 publiceerde hij het 1st German Real Book. Sinds 1987 produceert hij zijn projecten op zijn eigen label Bassic Sound, maar ook op opnamen met Benny Bailey, Rachel Gould, Thomas Faist, de NDR Bigband en anderen.

## Prijzen en onderscheidingen
In 1986 ontving Stabenow de Baden-Württemberg Jazz Prize. De lofzang zei: Met grote veelzijdigheid is het stilistisch verbonden met de swingende mainstream van jazz. Als bandleider dient hij op zijn niet-spectaculaire manier als een levendig middelpunt voor veel muzikanten in Zuid-Duitsland. In 1999 ontving hij de City of Munich Sponsorship Award.